# In Your Blood
In Your Blood es el tercer álbum de estudio la banda italiana de gothic metal y black metal Cadaveria, fue lanzado en el 2004, por la discográfica Season of Mist.

## Lista de temas
1. 100.000 Faces - 03:01
2. The Dream - 04:15
3. Anagram - 02:44
4. Memento Audere Semper - 05:33
5. Laying in Black - 04:24
6. Queen of Forgotten - 04:57
7. Exorcism to Chaos - 04:17
8. Uneven like Clouds - 04:15
9. Before the Apes Came - 04:47
10. Virtual Escape from Tragedy - 04:06
11. Atypical Suggestions by a Dead Artist - 03:33
12. Enlightened - 04:14

## Personal
- Killer Bob - Bajo
- Frank Booth - Guitarra
- Cadaveria - Vocalista
- Marcelo Santos "Flegias - Batería